# Biserica Sfântului Mormânt
Biserica Sfântului Mormânt (denumită și Biserica Sfintei Învieri, mai ales în creștinismul de rit răsăritean) este o biserică aflată în interiorul zidurilor vechii cetăți a Ierusalimului, la mică distanță de Muristan. Ea este cel mai însemnat loc de pelerinaj al religiei creștine.
Mamei împăratului roman Constantin, împărătesei Elena, i se atribuie identificarea în anul 325 a locului unde ar fi avut loc răstignirea pe cruce a lui Iisus din Nazaret, precum și găsirea unor relicve ale crucii într-o grotă din apropiere. Prin porunca lui Constantin a început în anul 326 zidirea primei biserici în acest loc.
Biserica a fost arsă de persani în 614, reconstruită apoi de patriarhul Modestus pentru a fi iarăși distrusă de califul fanatic fatimid Al-Hakim bi-Amr Allah în 1009; după cutremurul de pământ din anul 1033, care a lovit greu Ierusalimul, stăpânirea arabă fatimidă a permis împăratului bizantin Constantin al IX-lea Monomahul să reclădească biserica între anii 1042-1048. Edificiul a trecut printr-o reconstrucție generală în timpul stăpânirii cruciaților în secolul al XII-lea. Cruciații au identificat în acel loc trei locuri sfinte - Golgota, Mormântul și Capela cunoscută ca „a Descoperirii Crucii”. Ele au fost incluse într-un singur complex arhitectonic, sub acelaș acoperiș, din porunca reginei Melisanda, soția lui Foulques de Anjou, al treilea rege cruciat al Ierusalimului. Noua biserică a fost inaugurată la 15 iulie 1149, la aniversarea a 58 de ani de la cucerirea orașului de către oștirile catolice. și mai apoi a fost renovată repetat de-a lungul timpului până azi; biserica actuală este reconstrucția care datează din 1810, după ce în dimineața zilei de 30 septembrie 1808 a fost mistuită de un incendiu. Au fost distruse camerele din lemn, mai ales cele din galeria armeană, rămânând intacte capelele Sfintei Elena și a Descoperirii Crucii, Biserica latină și o parte din Calvar.
Cutremurul violent de pământ din 11 iulie 1927 a produs numeroase crăpături. Autoritățile mandatare britanice au apelat la experți pentru a verifica pagubele. Cupola Catoliconului a trebuit coborâtă pentru a fi reconstruită, de asemenea, fațada de sud a rămas acoperită de schele vreme de 40 ani.
Potrivit acordului din 1959 între bisericile catolică, greacă ortodoxă și armeană, în 1961, sub administrația iordaniană au început lucrări de renovare care au durat 15 ani. 
 
Locul este venerat ca fiind Golgota, dealul pe care Iisus a fost crucificat, și se spune că ar conține și locul în care Iisus a fost înmormântat (sepulcrul), însă istoricii contestă tradiția care e relativ tardivă (biserica creștină din Ierusalim până la finele secolului III se pare că indica o altă locație pentru Golgota), apărută o dată cu implicarea împăratului Constantin I.       .
În afară de loc considerat de către tradiția constantiniană a fi cel al execuției și al mormântului lui Iisus, mai târziu complexului i-au fost adăugate de către legendele creștine noi și noi semnificații istorice și teologice: a devenit astfel noul centru (sau buric) al lumii, dislocând tradiția evreiască care desemna drept centru al lumii înălțimea Moria. Locul ales de Constantin pentru biserica Sfântului Mormânt a devenit în tradiția creștină și decorul în care Avraam a vrut să-l sacrifice pe Isaac; o curte din interiorul complexului constantinian a început să fie considerată de tradiția creștină a fi și locul unde Iisus a alungat comercianții din împrejurimile Templului. Iar mormântul (craniului) lui Adam, primul om creat și alungat de Dumnezeu din Rai, va fi și el considerat de către tradițiile creștine a se afla sub Golgota, relocalizat fiind din Hebron sau Muntele Moria, unde-l punea de obicei tradiția evreiască.
Biserica a devenit un important loc de pelerinaj pentru creștini, fiind atestat în acest sens încă din secolul al IV-lea, întrucât este considerat de ei a fi locul învierii lui Iisus. Astăzi, biserica este și catedrala Patriarhiei Ortodoxe Grecești a Ierusalimului, biserica fiind însă controlată împreună de mai multe biserici creștine și instituții laice într-un aranjament complex rămas neschimbat de multe secole. Astfel, biserica este locul unde se țin slujbe religioase atât de bisericile ortodoxe răsăritene, cât și de bisericile ortodoxe orientale și de cea romano-catolică. Creștinii protestanți și anglicani nu au o prezență permanentă în biserică.

Biserica Sfântului Mormânt
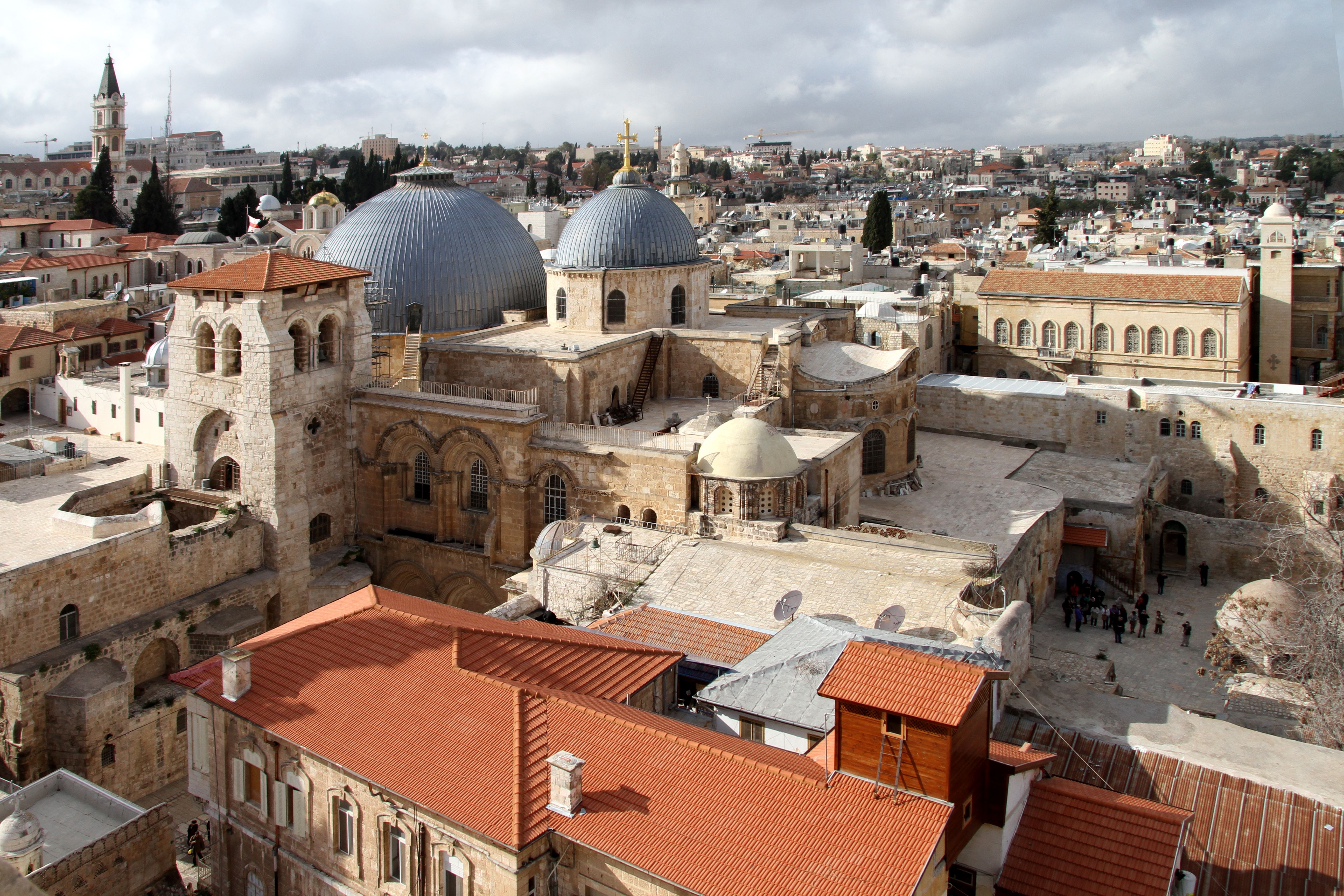
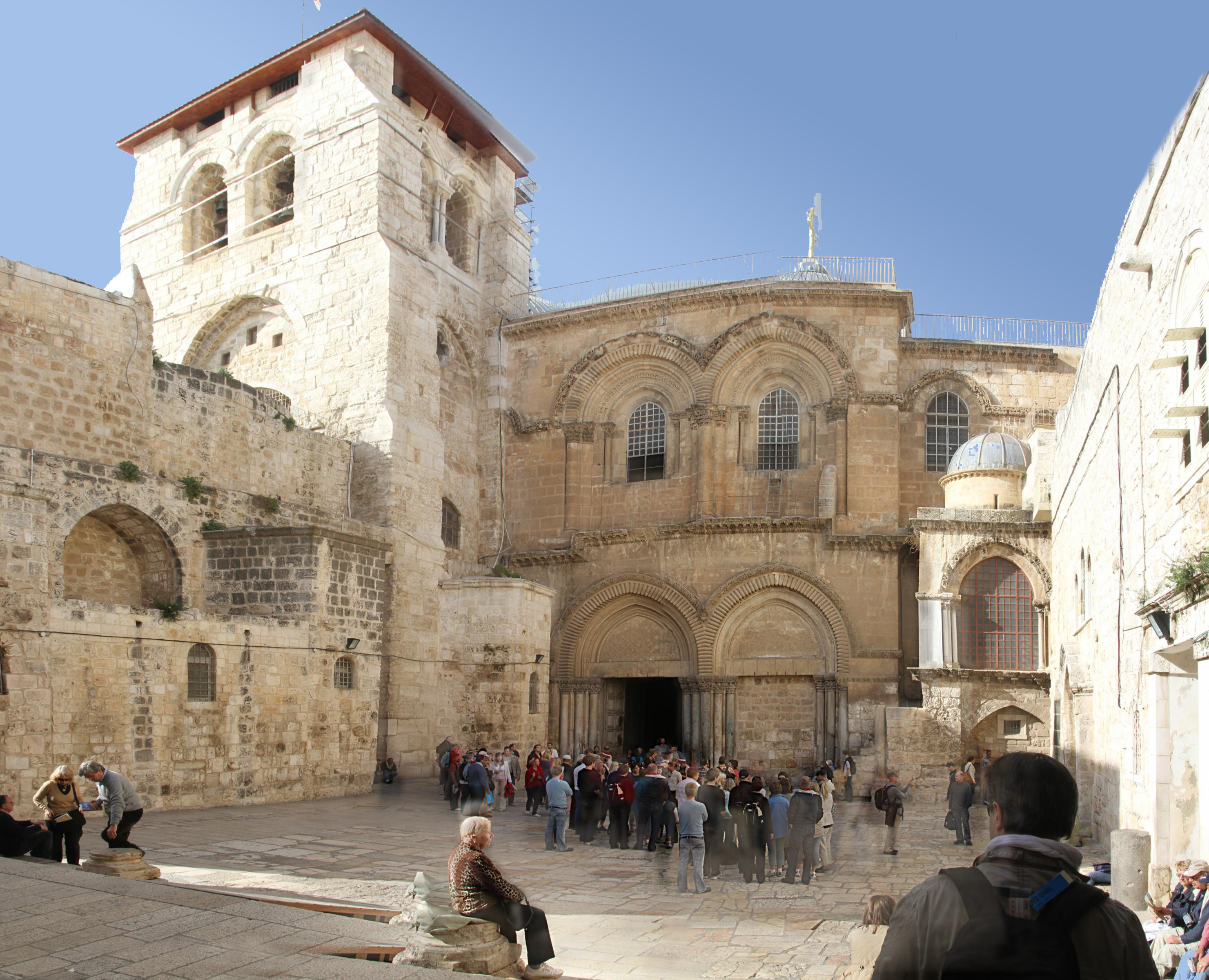
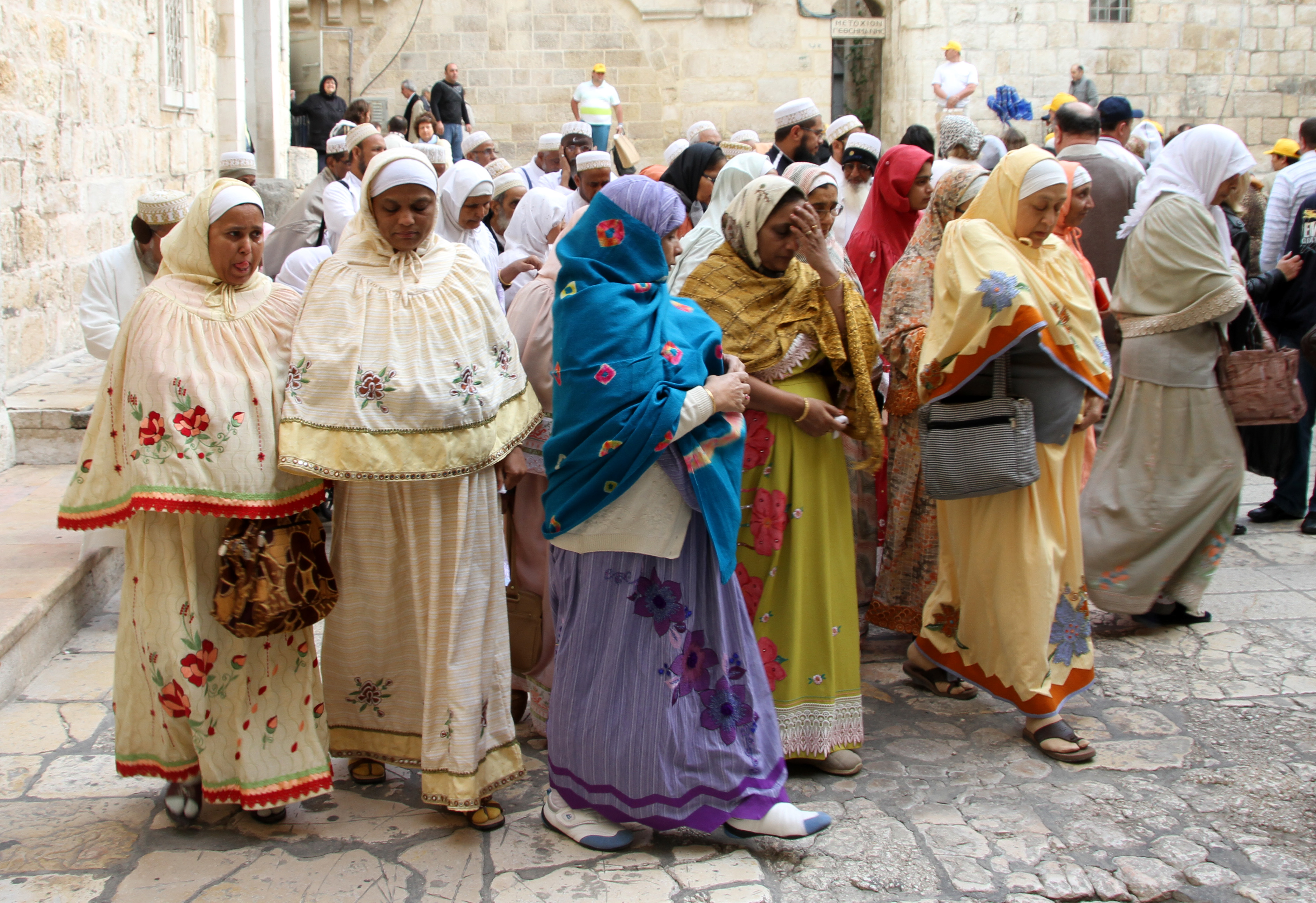
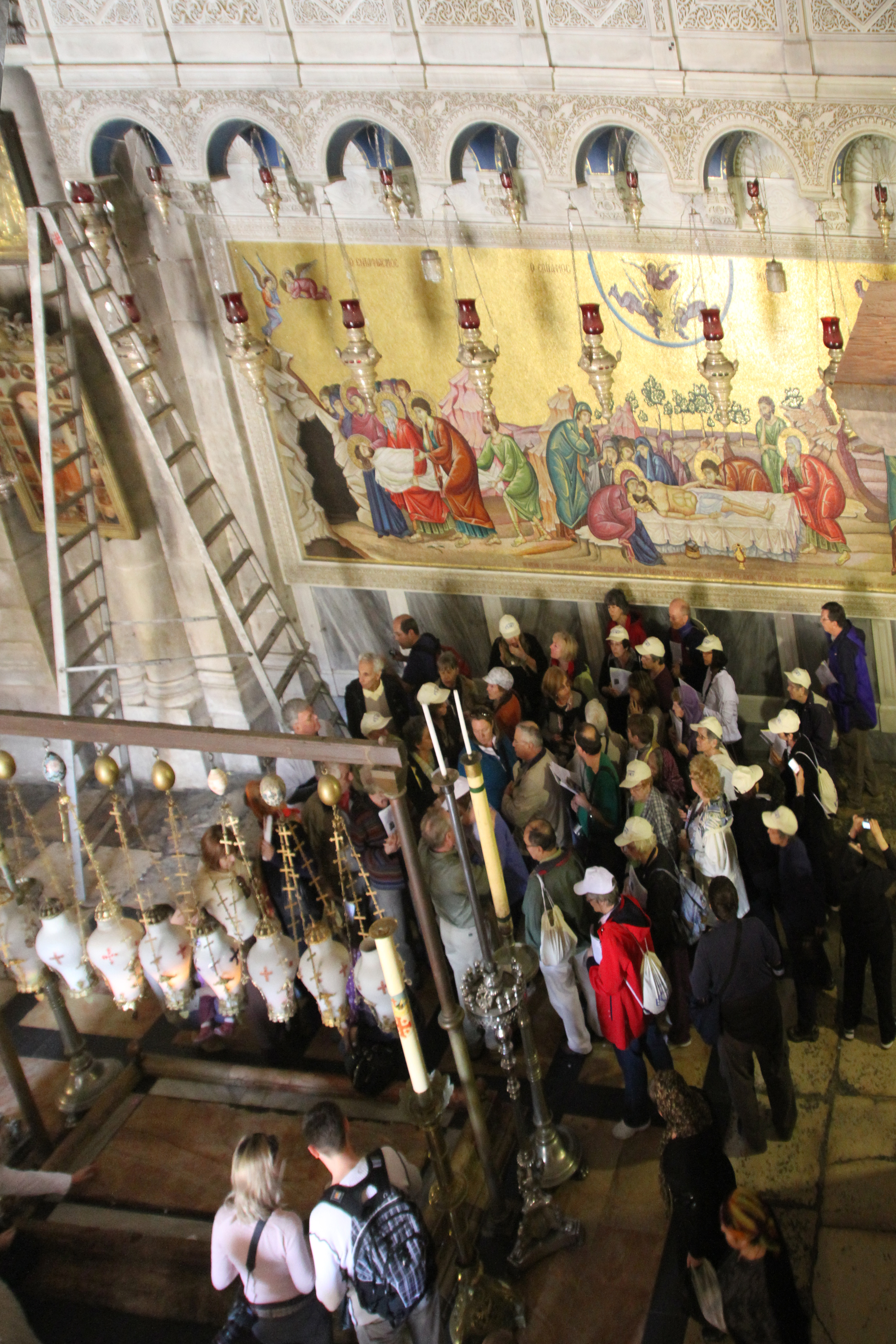
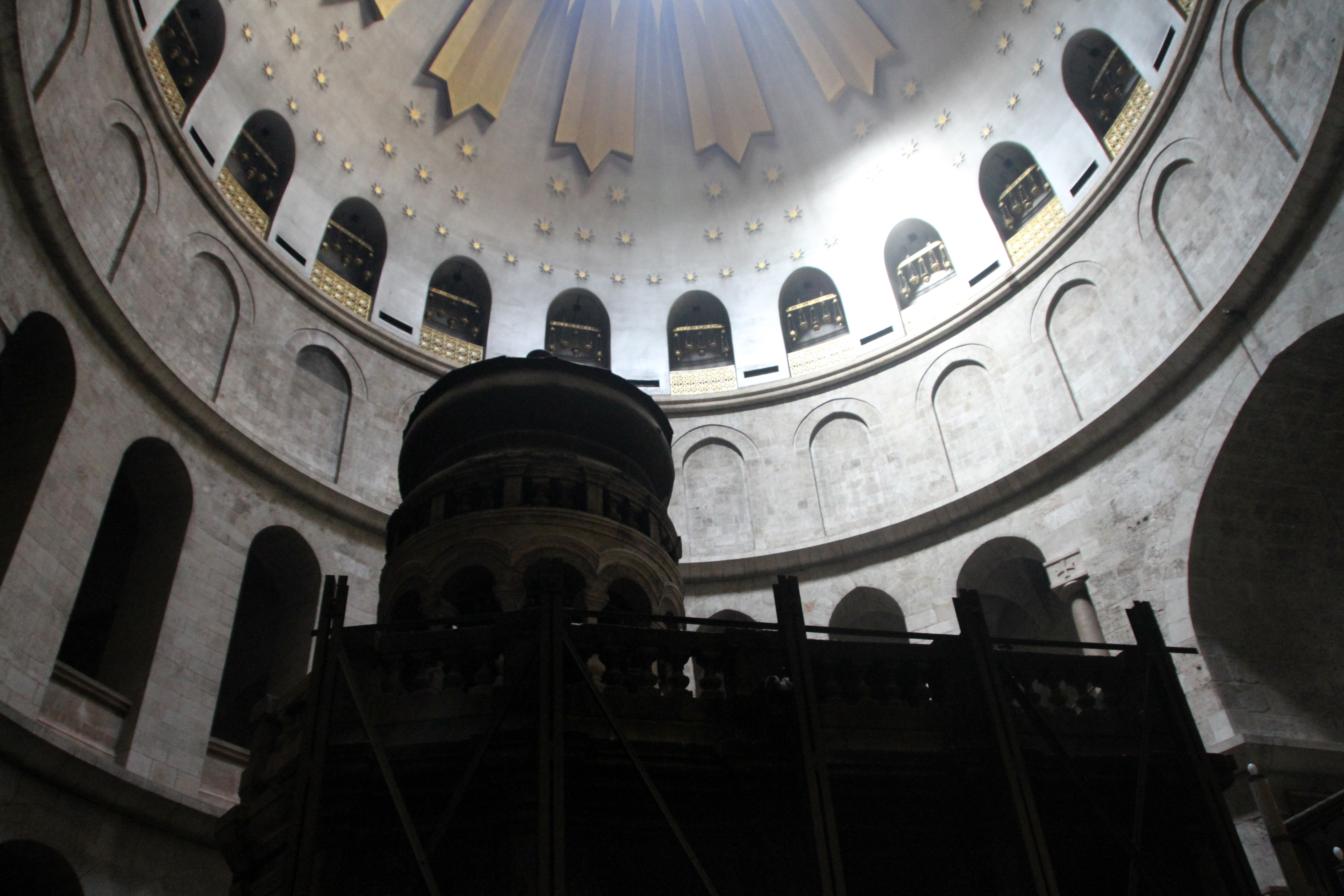
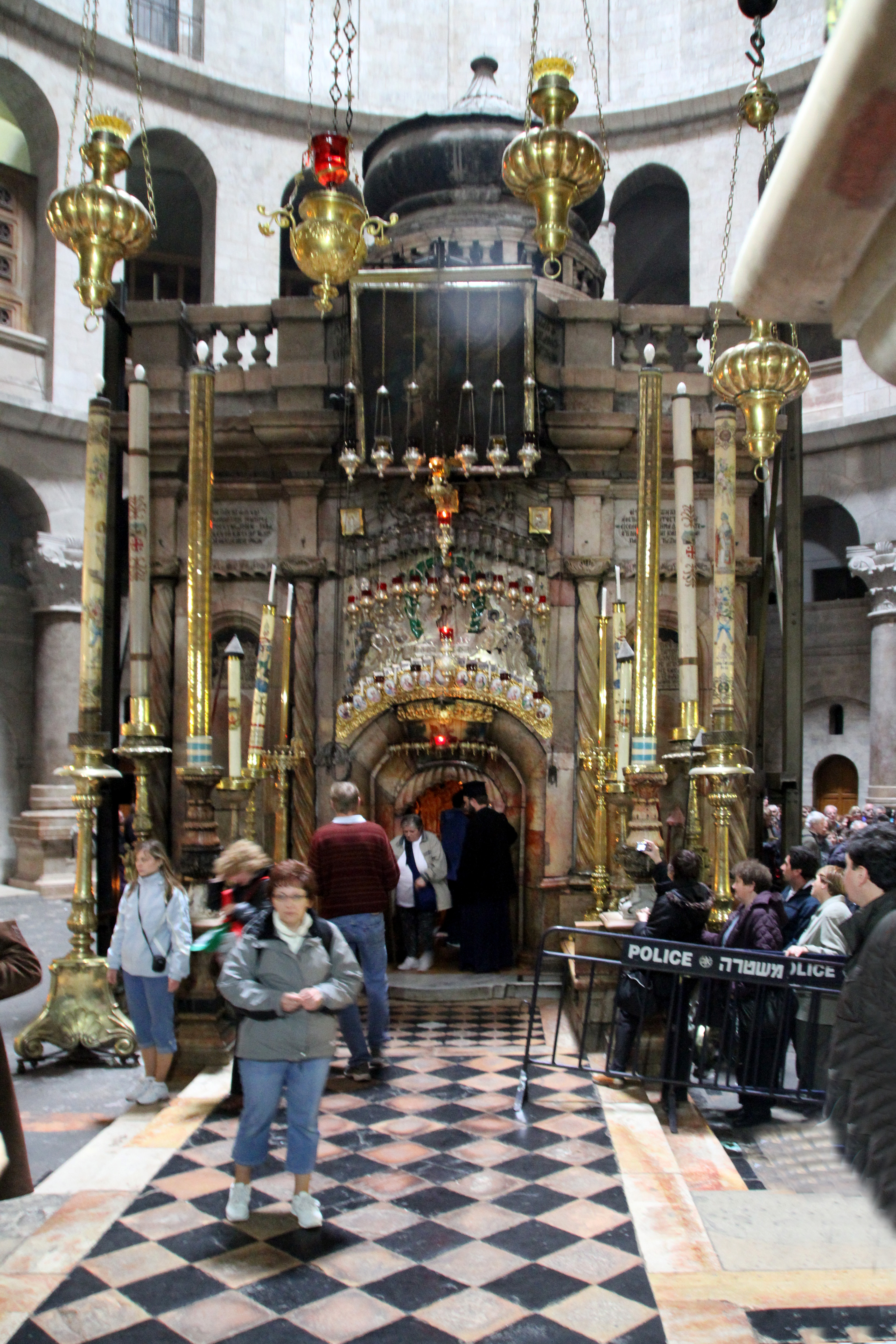
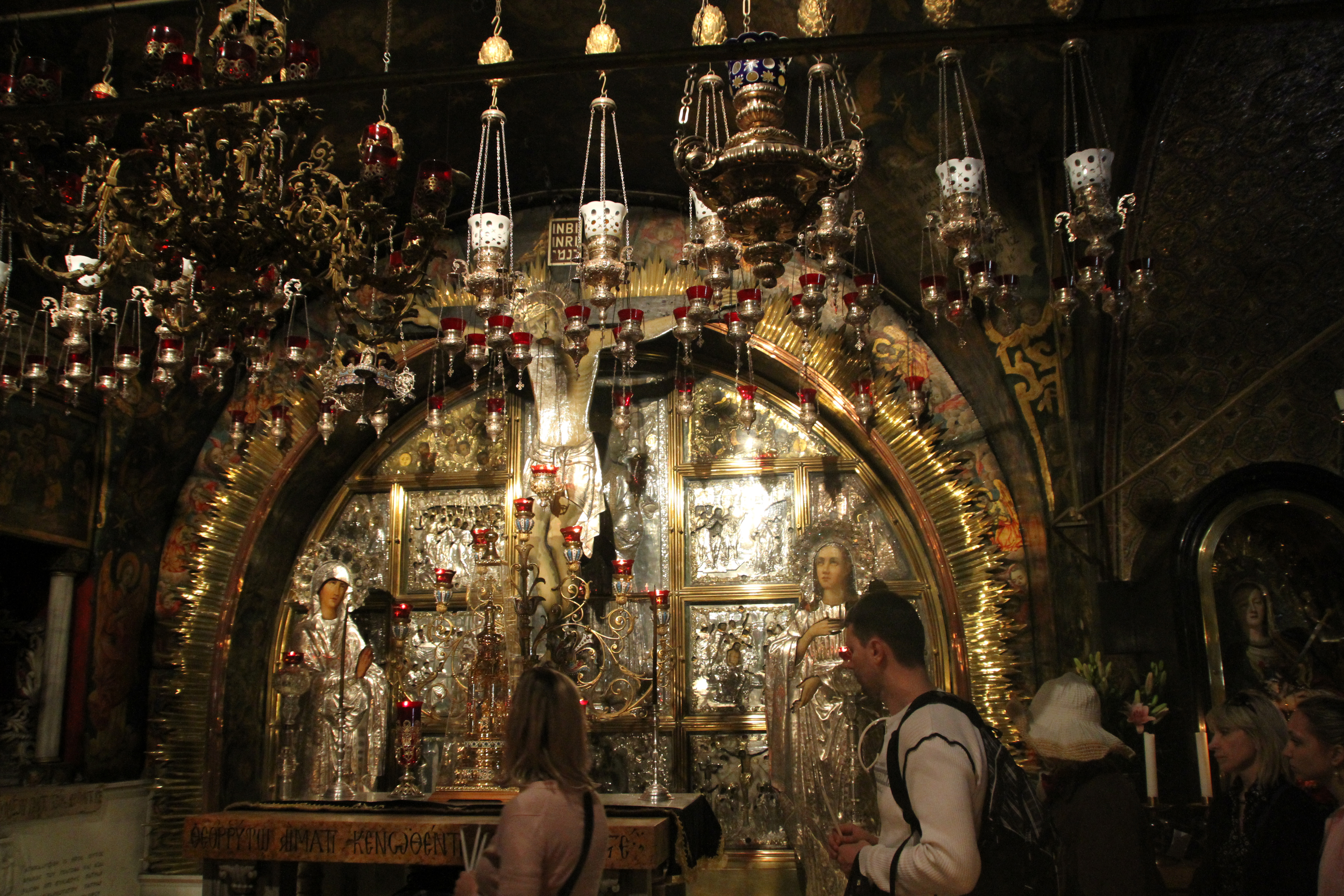
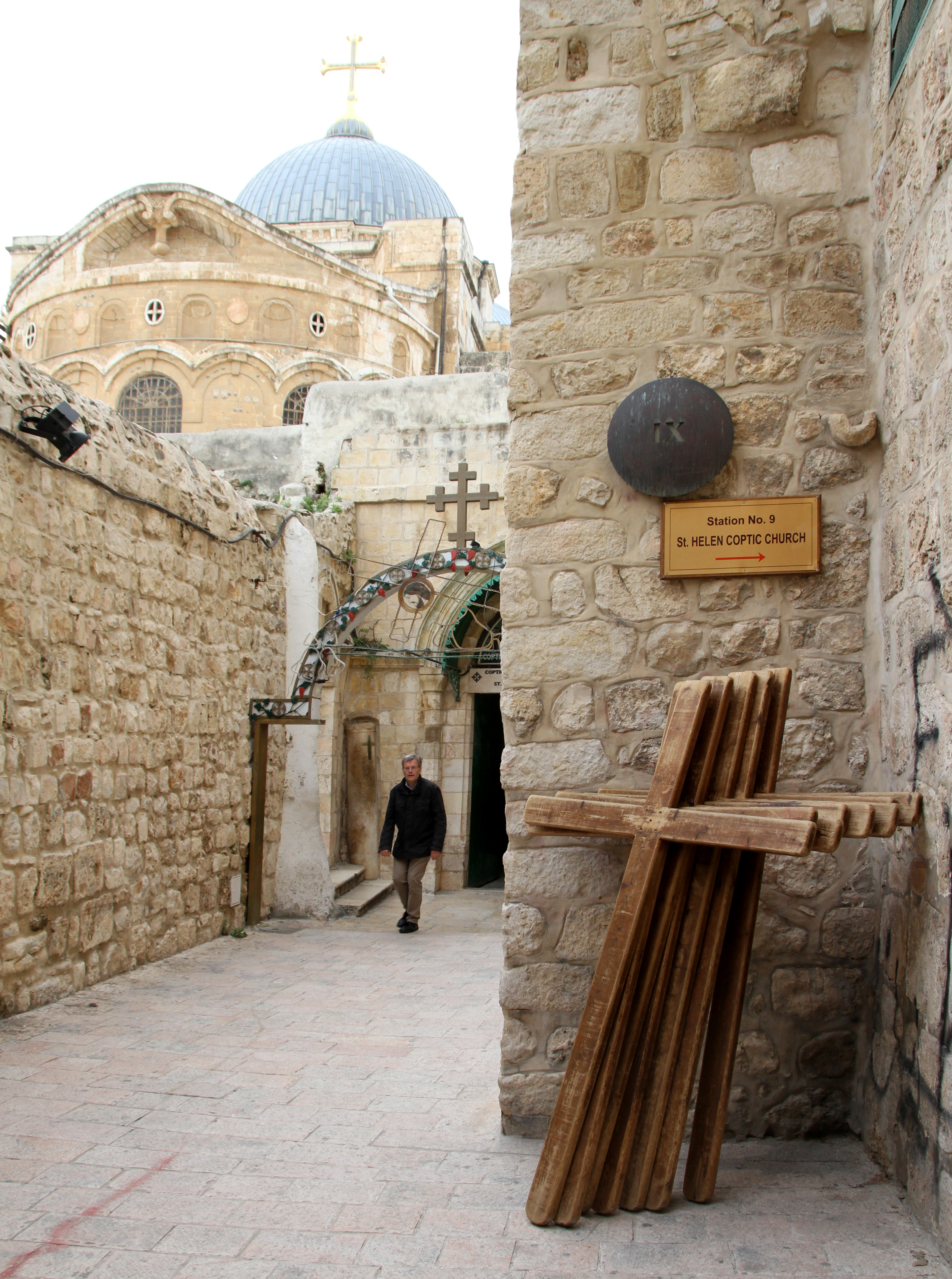